# Skandinavischer Krimipreis

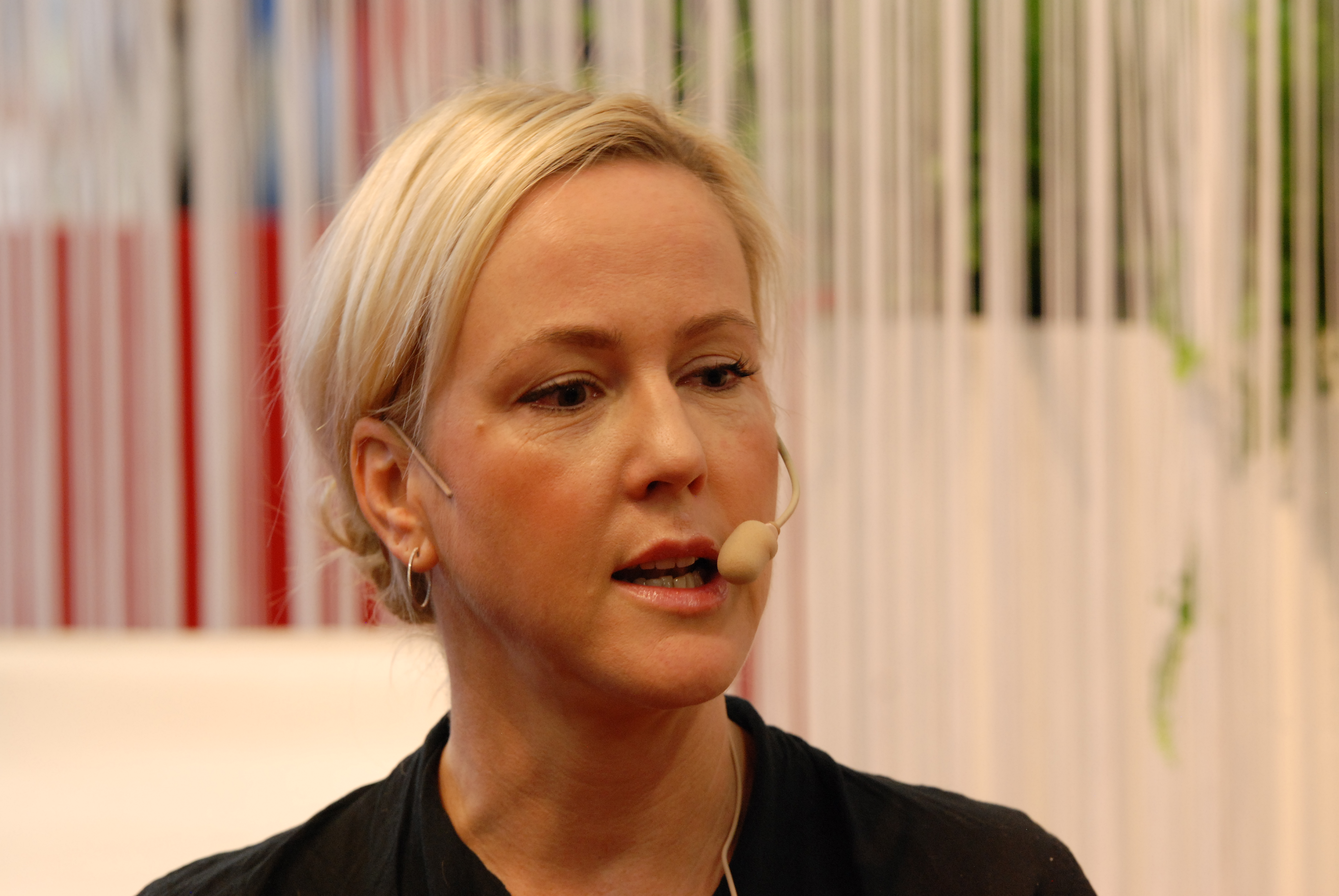
Camilla Grebe, Preisträgerin 2018 und 2020

Der Skandinavische Krimipreis (Original: Glasnyckeln (sv), Glasnøglen (da), Glassnøkkelen (no), Glerlykillinn (is) oder Lasiavain-palkinto (fi)) ist ein bedeutender Literaturpreis, der seit 1992 jährlich für den besten Kriminalroman Skandinaviens durch die Skandinaviska Kriminalsällskapet (SKS, Crime Writers of Scandinavia) vergeben wird. Nur die Länder Dänemark, Finnland, Island, Norwegen und Schweden haben die Möglichkeit, jeweils einen nationalen Titel in Vorschlag zu bringen. Der Gewinner oder die Gewinnerin erhält als Anerkennung ein kunstvolles Glasobjekt, den Glasnyckel (wörtlich „Glasschlüssel“). Verschiedentlich wird die Auszeichnung im deutschsprachigen Raum auch als Nordischer Krimi-Preis oder Der gläserne Schlüssel bezeichnet. Im Englischen sind die Bezeichnungen Glass Key Award, Glas Key Prize oder Nordic Crime Novel Award, auch Nordic Crime Novel's Award gebräuchlich. Die Auszeichnung erhielt ihren Namen nach dem 1931 erschienenen Kriminalroman von Dashiell Hammett: The Glass Key (dt.: Der gläserne Schlüssel). Hauptsponsor des Preises ist der schwedische Verlag Bra Böcker AB in Höganäs.

## Preisträger
| Jahr | Preisträger                    | Land     | Originaltitel Verlag, Ort Jahr                                | Deutscher Titel Verlag, Ort Jahr                        |
| ---- | ------------------------------ | -------- | ------------------------------------------------------------- | ------------------------------------------------------- |
| 1992 | Henning Mankell                | Schweden | Mördare utan ansikte Ordfront, Stockholm 1991                 | Mörder ohne Gesicht edition q Verlag, Berlin 1993       |
| 1993 | Peter Høeg                     | Dänemark | Frøken Smillas fornemmelse for sne Rosinante, Kopenhagen 1992 | Fräulein Smillas Gespür für Schnee Hanser, München 1994 |
| 1994 | Kim Småge                      | Norwegen | Sub Rosa Aschehoug, Oslo 1993                                 | Tapetenwechsel Argument, Hamburg 1997                   |
| 1995 | Erik Otto Larsen               | Dänemark | Masken i Spejlet Cicero, Kopenhagen 1994                      |                                                         |
| 1996 | Fredrik Skagen                 | Norwegen | Nattsug Cappelen, Oslo 1995                                   | Im Sog der Nacht Diana, München 2003                    |
| 1997 | Karin Fossum                   | Norwegen | Se deg ikke tilbake! Cappelen, Oslo 1996                      | Fremde Blicke Piper, München 2000                       |
| 1998 | Jo Nesbø                       | Norwegen | Flaggermusmannen Aschehoug, Oslo 1997                         | Der Fledermausmann Ullstein, Berlin 1999                |
| 1999 | Leif Davidsen                  | Dänemark | Lime’s billede Lindhardt og Ringhof, Kopenhagen 1998          | Der Augenblick der Wahrheit Zsolnay, Wien 1999          |
| 2000 | Håkan Nesser                   | Schweden | Carambole Bonniers, Stockholm 1999                            | Der unglückliche Mörder btb, München 2001               |
| 2001 | Karin Alvtegen                 | Schweden | Saknad Natur och Kultur, Stockholm 2000                       | Die Flüchtige Wunderlich, Reinbek 2001                  |
| 2002 | Arnaldur Indriðason            | Island   | Mýrin Vaka-Helgafell, Reykjavík 2000                          | Nordermoor Bastei Lübbe, Bergisch Gladbach 2003         |
| 2003 | Arnaldur Indriðason            | Island   | Grafarþögn Vaka-Helgafell, Reykjavík 2001                     | Todeshauch Bastei Lübbe, Bergisch Gladbach 2004         |
| 2004 | Kurt Aust                      | Norwegen | Hjemsøkt Aschehoug, Oslo 2003                                 |                                                         |
| 2005 | Anders Roslund Börge Hellström | Schweden | Odjuret Piratförlaget, Stockholm 2004                         | Die Bestie S. Fischer, Frankfurt/M. 2006                |
| 2006 | Stieg Larsson                  | Schweden | Män som hatar kvinnor Norstedt, Stockholm 2005                | Verblendung Heyne, München 2006                         |
| 2007 | Matti Rönkä                    | Finnland | Ystävät kaukana Gummerus Kustannus Oy, Helsinki 2006          | Russische Freunde Lübbe, Köln 2010                      |
| 2008 | Stieg Larsson                  | Schweden | Luftslottet som sprängdes Norstedt, Stockholm 2007            | Vergebung Heyne, München 2008                           |
| 2009 | Johan Theorin                  | Schweden | Nattfåk Wahlström & Widstrand, Stockholm 2008                 | Nebelsturm Piper, München 2009                          |
| 2010 | Jussi Adler-Olsen              | Dänemark | Flaskepost fra P Politiken, Kopenhagen 2009                   | Erlösung dtv, München 2011                              |
| 2011 | Leif G. W. Persson             | Schweden | Den döende detektiven Albert Bonnier, Stockholm 2010          | Der sterbende Detektiv btb, München 2011                |
| 2012 | Erik Valeur                    | Dänemark | Det syvende barn Politikens Forlag, Kopenhagen 2011           | Das siebte Kind Blanvalet, München 2014                 |
| 2013 | Jørn Lier Horst                | Norwegen | Jakthundene Gyldendal Nork forlag, Oslo 1996                  | Jagdhunde Grafit Verlag, Dortmund 2013                  |
| 2014 | Gard Sveen                     | Norwegen | Den siste pilegrimen Vigmostad & Bjørke, Bergen 2013          | Der letzte Pilger List, Berlin 2016                     |
| 2015 | Thomas Rydahl                  | Dänemark | Eremitten Bindslev, Fredensborg 2014                          | Der Einsiedler Heyne, München 2018                      |
| 2016 | Ane Riel                       | Dänemark | Harpiks Tiderne Skifter, 2015                                 | Harz btb, München; 2019                                 |
| 2017 | Malin Persson Giolito          | Schweden | Störst av allt Wahlström & Widstrand, Stockholm 2016          | Im Traum kannst du nicht lügen Bastei Lübbe, Köln 2017  |
| 2018 | Camilla Grebe                  | Schweden | Husdjuret Wahlström & Widstrand, Stockholm 2017               | Tagebuch meines Verschwindens btb, München 2019         |
| 2019 | Stina Jackson                  | Schweden | Silvervägen Albert Bonniers Förlag, Stockholm 2018            | Dunkelsommer Goldmann, München 2019                     |
| 2020 | Camilla Grebe                  | Schweden | Skuggjägaren Wahlström & Widstrand, Stockholm 2019            |                                                         |
| 2021 | Tove Alsterdal                 | Schweden | Rotvälta Lind & Co., Stockholm 2020                           | Sturmrot Rowohlt TB, Hamburg 2022                       |
| 2022 | Morten Hesseldahl              | Dänemark | Mørket under Isen Modtryk, Aarhus 2021                        |                                                         |
| 2023 | Max Seeck                      | Finnland | Kauna Tammi, Helsinki 2021                                    | Feindesopfer Lübbe, Köln 2024                           |
| 2024 | Christoffer Carlsson           | Schweden | Levande och döda Albert Bonniers Förlag, Stockholm 2023       | Wenn die Nacht endet Kindler, Hamburg 2024              |